# Coppa Italia Primavera 1985-1986
La Coppa Italia Primavera 1985-1986 è stata la quattordicesima edizione del torneo riservato alle squadre giovanili iscritte al Campionato Primavera. Il detentore del trofeo era il Milan.
La vittoria finale è andata al Torino per la terza volta nella sua storia.